# Sandnästjärnen (Bodums socken, Ångermanland)
Sandnästjärnen är en sjö i Strömsunds kommun i Ångermanland och ingår i Ångermanälvens huvudavrinningsområde.